# 薛少仙
薛少仙（1953年—），浙江温岭人，汉族，中华人民共和国政治人物、第十二届全国人民代表大会浙江地区代表。
毕业于中央党校经济学专业，加入中国共产党。担任浙江省台州市人大常委会主任。2008年起担任全国人大代表。2013年，被选为全国人大代表。